# 의왕백운호수축제

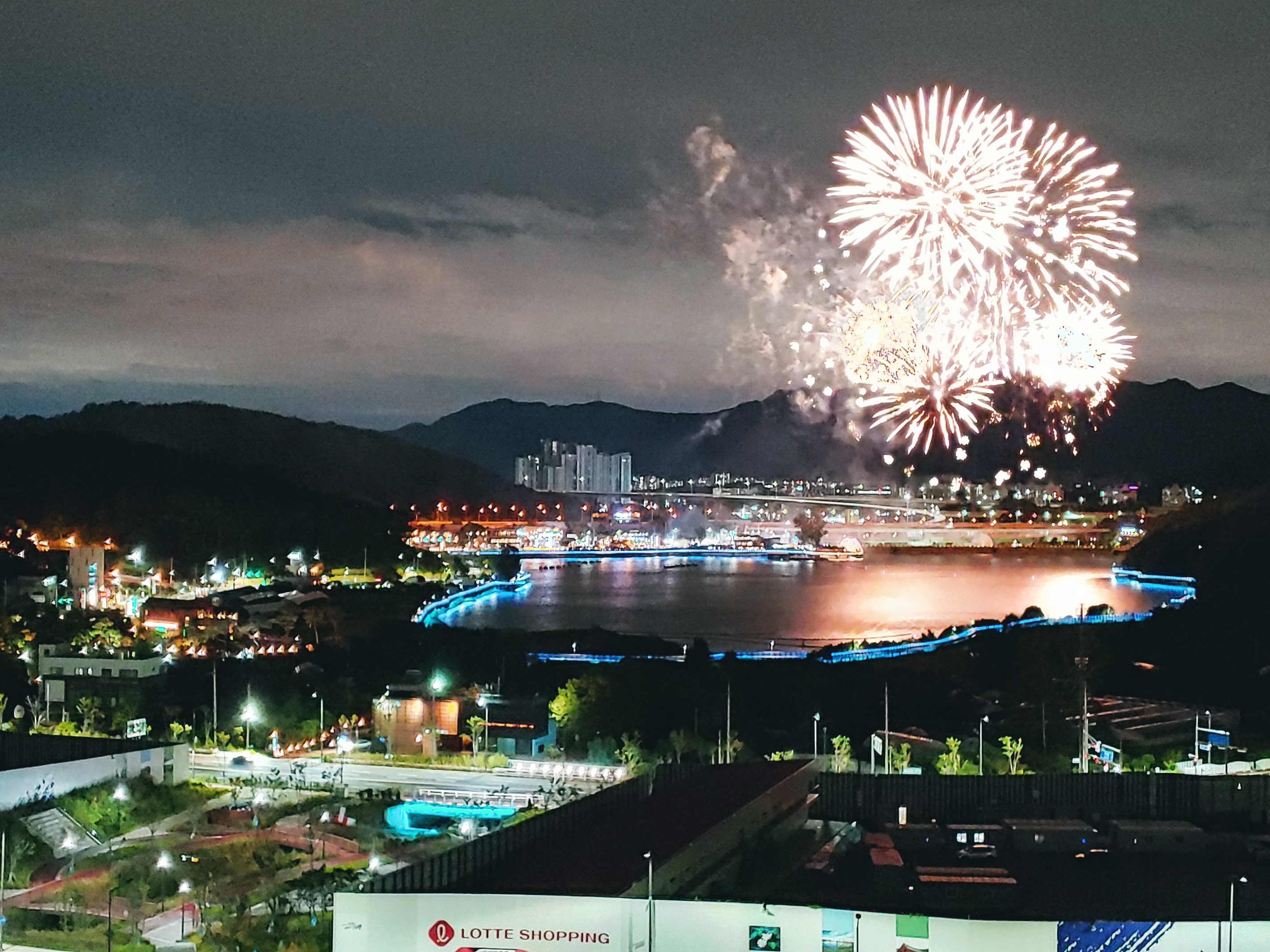
의왕백운호수축제 불꽃놀이

의왕백운호수축제는 백운호수에서 의왕시와 의왕시 축제 추진위원회가 공동으로 주최하여 매년 9월에 이틀동안 열리는 축제이다. 2003년 첫회에는 의왕백운예술제라는 이름으로 의왕 예총 소속 예술인들이 주도하여 옛길 걷기, 나도 예술가, 백일장, 사생대회, 동화 주연, 인형극, 풍물 놀이, 전래 장난감 만들기, 통기타 공연 등을 체험하거나 볼 수 었으나, 시대가 지날수록 가수 초청, 먹거리 등 현대적인 분위기로 바뀌어 2020년부터 명칭을 변경하였다.